# Коджадеренска теснолинейка
Коджадеренската или Гумендженската дековилна линия (на гръцки: Κοτζά Ντερέ ντεκοβίλ) е 13,5 km дълга дековилна теснолинейна военна железопътна линия, която е построена и използвана от френските войски по време на Първата световна война от 1917 до 1918 година в Пеония край Ругуновец в Централна Македония.

## История
Долината на река Коджадере е със стратегическо значение за силите на Антантата по време на Първата световна война, тъй като френското командване е ситуирано край Боймица, а край Извор са разположени лагера на 122-ра дивизия и военнополева болница. Фронтовата линия минава няколко километра на север при височините на Люмница, където се провежда битката при Яребична. Подобно на близките сражения за Дойран през 1917 и 1918 година това е продължително и кръвопролитно сражение.

## Маршрут
Дековилната теснолинейна железница започва от железопътната гара в Боймица, известна до 1927 като Гумендженска. Набира височина през сложно изградената спирала Врохно и продължава към Извор. Оттам следва долината на река Коджа дере до крайната точка Черно дърво край Купа в планината и снабдява съюзническите войски с провизии и припаси. След войната линията и повечето от мостовете са премахнати, но трасето с дълбоките си прорези и високи насипи са все още различими.